# Протогалактика

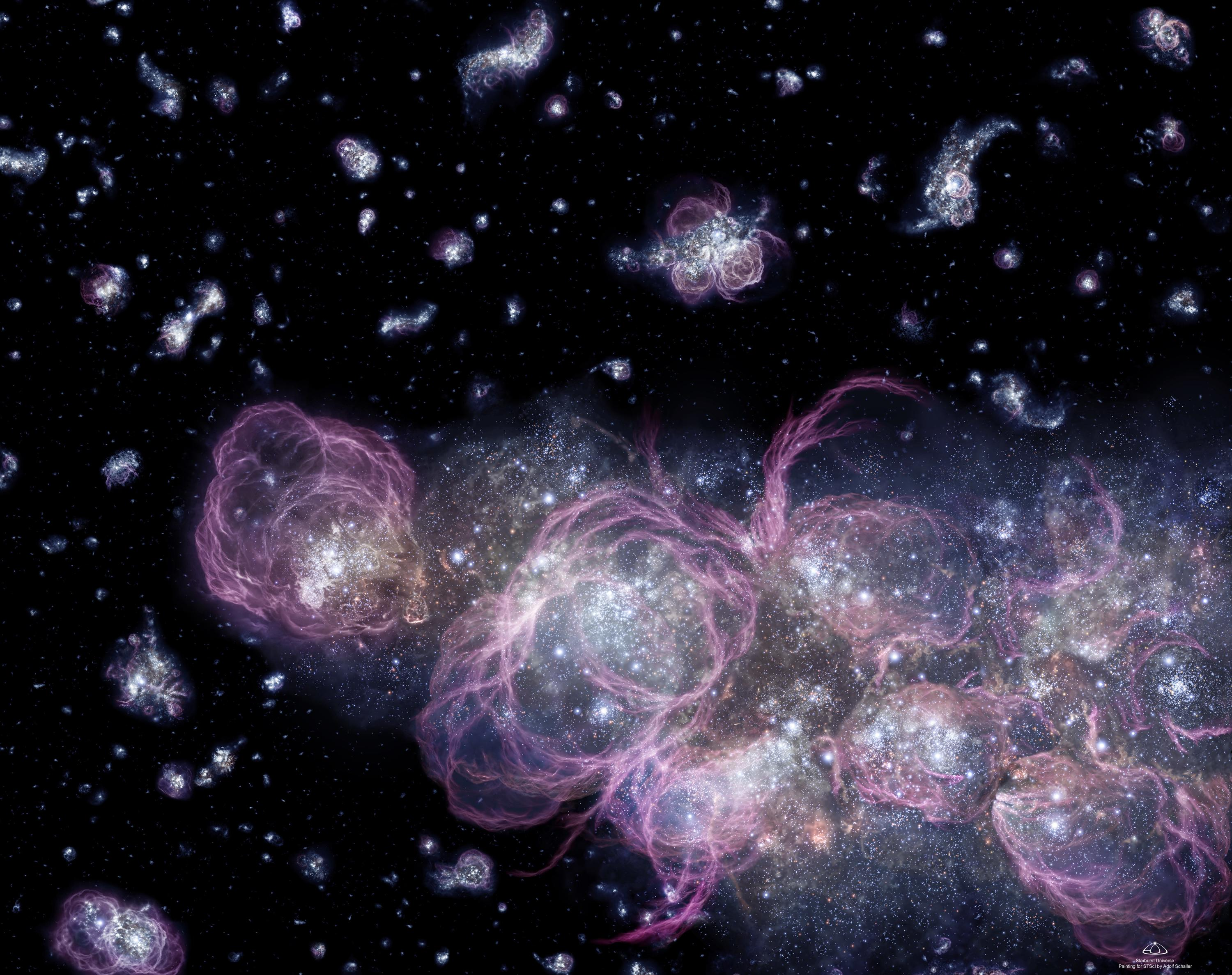
Зіткнення протогалактик у молодому Всесвіті (через мільярд років після Великого вибуху). Зображення НАСА

Протогалактика (первісна галактика; англ. protogalaxy, primeval galaxy): в фізичній космології — хмара  міжзоряного газу на стадії перетворення на галактику. Вважається, що темпи зореутворення в цей період галактичної еволюції визначають спіральну або еліптичну структуру майбутньої зоряної системи: повільніше формування зір із локальних згустків міжзоряного газу, зазвичай, призводить до утворення спіральних галактик. 
Термін «протогалактика» вживається головним чином під час опису ранніх фаз розвитку Всесвіту в межах теорії Великого вибуху.